# Kent Acres
Kent Acres – jednostka osadnicza w Stanach Zjednoczonych, w stanie Delaware, w hrabstwie Kent.